# Аптерогина волжская
Аптерогина волжская (лат. Apterogyna mlokosewitzii, A. volgensis) — редкий вид ос.

## Распространение
Под названием Apterogyna mlokosewitzii Radoszkowski, 1880 таксон известен в Северной Африке, на Ближнем и Среднем Востоке, в Малой Азии, Закавказье, Средней Азии, в 2003 году найден в Греции.
Под названием Apterogyna volgensis оса известна только из Волгоградской и Астраханской областей.
Самый северный представитель рода в Палеарктике. В России найден в сухих степях.

## Описание
Длина тела самки около 10 мм. Крыльев у самки нет, самцы крылатые. Окраска в целом оранжево-бурая (голова, усики, грудь, первый сегмент брюшка), 2—4 сегменты брюшка черные.

## Охранный статус
Занесён в Красную книгу России, как вид 2 категории — сокращающийся в численности вид и в региональные Красные книги (Астраханская и Волгоградская области). Вид был впервые описан в 1954 году советским энтомологом Дмитрием Викторовичем Панфиловым (1923—1995).

## Таксономия
До 2016 года таксон Apterogyna volgensis Panfilov, 1954 считался видом, отдельным от Apterogyna mlokosewitzii Radoszkowski, 1880.